# Jonas Dahlgren
Lars-Ingvar Jonas Dahlgren, född 17 februari 1966, är en före detta svensk fotbollsspelare som spelade som mittfältare. Han spelade allsvensk fotboll för Halmstads BK, Helsingborgs IF, och Trelleborgs FF.

## Karriär
Dahlgren började sin karriär i Påarps GIF innan han gick till Halmstads BK 1988. Väl i Halmstad hjälpte han laget att kvalificera sig för Allsvenskan. Efter tiden i Halmstad representerade han Helsingborgs IF mellan 1990 och 1995, vilka han tillsammans med bland annat Mats Magnusson och Henrik Larsson förde upp till Allsvenskan under 1992. 1991 blev han utsedd till årets HIF:are. Han var även med i det HIF-lag som tog sig till Svenska Cupen-finalen 1994 men förlorade mot IFK Norrköping under förlängningen. 1996 tillbringade han i Allsvenskan tillsammans med Trelleborgs FF.